# L'Écho râleur
L'Écho râleur est une chorale rock, issue de la scène alternative, française, originaire de Paris et créée par Christophe Lebail, François Matuszenski dit Matu, pianiste et arrangeur et Laurent Chauvin dit Lolo, chef de chœur. Active depuis la fin des années 1980, elle est dirigée par l'association l'Écho râleur.

## Biographie
À l'origine « une chorale a cappella / a-biera / a-fiesta » émergée de la scène rock alternative, et à laquelle ont participé des groupes comme The Run, Grave de Grave, Stone et Charonne, Casablanca, les Chihuahuas, Haine et ses Amours, Négresses Vertes, et la Mano Negra.
En 1989, le label Yaba / Eurobond propose à la chorale L'Écho Râleur d'enregistrer un titre, ce sera La Carmagnole « arrangée sauce râleur » sur une compilation intitulée Sang neuf en 89, sortie à l'occasion du Bicentenaire de la Révolution française. Sur cette même compilation, on peut entendre l'Écho Râleur sur le titre 89 sur le zinc de Haine et ses Amours. Suivent un spectacle à Bobino, puis le clip, les petites et grandes scènes, les gentils articles, les disques, les compilations, le fan club, les émissions télé (Une pêche d'enfer, Merci et encore Bravo, Télé Caroline, Nulle part ailleurs, JT la 5...) etc. Rapidement, La Carmagnole sera remplacée sur scène par une adaptation plus crue (extraite de l'album de Haine et ses Amours) : Les Roubignoles.

## Discographie
- 1989 : Sang neuf en 89[2] (Eurobond - JD-EUR 360163)

Négresses Vertes 200 Ans d'hypocrisie
Chihuahua !
Endimanchés La Mazurka Du Décadi
Wampas Houa Houa Hou
Mano Negra La Danse de l'Hélicon
L'Echo Râleur La Carmagnole
Satellites Yaourt Saucisson Révolution
Fifi & Masto Le Roy De La Bastille
Oui Oui Rendez-moi Mes Bras
French Lovers Mon Vieux Samson
Kni Crik Un Sans Culotte Chez Les Indiens
Haine et ses Amours 89 Sur Le Zinc
- 1989 : La Carmagnole (1989) 45 tours - Eurobond
- 1990 : Le destin à tintin (1990) 45 tours - Eurobond
- 1046 jours - compilation Hôpital FMR Midnight Hour

## Filmographie
- 1999 : Adieu, plancher des vaches ! d'Otar Iosseliani